# FC Nordstern 1896 Munich
Le FC Nordstern 1896 München fut un club allemand de football localisé dans la ville de Munich en Bavière.

## Histoire
Ce club fut fondé en 1896.
En janvier 1900, le FC Nordstern 1896 fut un des fondateurs de la Fédération allemande de football (DFB).
On ne trouve qu’une seule trace de rencontre pour ce club. Le 15 avril 1900, le FC Nordstern 1896 fut écrasé (0-15) par un club tout récemment créé et répondant au nom de FC Bayern München.
Le FC Nordstern 1896 fut dissous en février 1902.